# Live for Speed
Pour les articles homonymes, voir LFS.
Live for Speed (LFS) est un jeu vidéo de course automobile développé par des développeurs indépendants, la LFS Team, et apparu en 2002 sur Windows.
LFS est distribué via internet, le jeu peut être téléchargé depuis le site officiel puis installé gratuitement, cependant une licence est nécessaire pour avoir accès à l'intégralité de son contenu. Sans cette dernière, seul le mode démo est accessible.

## Publications
Le jeu est prévu pour être publié en 3 parties: Stage 1 (S1), Stage 2 (S2) et  Stage 3 (S3). Chaque partie apporte des améliorations dans plusieurs domaines, tels que le modèle physique, les graphismes et le son. Les améliorations techniques introduites dans chaque stage deviennent disponibles pour les stages précédents. À terme les licences S1 et S2 ne seront plus que des limitations du contenu de la S3 (moins de voitures et de circuits jouables, les serveurs peuvent accueillir moins de pilotes simultanément). À titre d'exemple, un détenteur de la licence S1 n'a accès qu'a 9 des 20 voitures et 4 des 7 « mondes » actuellement disponibles aux licenciés S2. La version S3 quant à elle, ne contient qu'un seul circuit ainsi que l'utilisation et la création de mods, mais est amenée à en avoir de nouveau (ainsi que de nouvelles voitures) dans les futures mise à jours . Chaque stage à une valeur de 12 £ GBP et l'acquisition d'une licence entraîne l'achat des stages précédents. Ainsi les licences S2 et S3 vous coûterons respectivement 24 £ et 36 £.
Une version alpha de LFS S2, entièrement fonctionnelle, fut publiée le 24 juin 2005. Le jeu est sorti de la version alpha le 2 avril 2015 grâce à la mise à jour 0.6H.
Les mises à jour apportent généralement des améliorations du contenu existant (moteur graphique, multijoueur, support VR), et ajoutent parfois aussi du nouveau contenu.

## Système de jeu
LFS se veut un simulateur de course, avec un comportement axé sur la physique et la dynamique.
Une vingtaine de véhicules sont disponibles, avec des comportements très variés, allant du karting avec un moteur de moto à une Formule 1. Bien qu'il soit possible de jouer seul ou avec des robots dotés d'intelligence artificielle, leur but est surtout de faciliter les courses en ligne. En effet, LFS est très orienté course en ligne avec un moteur réseau optimisé permettant un grand nombre de participants.
LFS, comme la plupart des simulateurs de course, demande des actions (accélérations, freinage, direction) douces et contrôlées, de manières a boucler un tour le plus rapidement possible. LFS permet de jouer à partir d'un volant, du clavier, de la souris, d'un joystick ou encore d'une manette de jeu. Le fait de pouvoir jouer avec la souris est inhabituel dans les simulations automobiles, cela permet aux utilisateurs ne possédants pas de volant d'avoir une direction plus précise que s'ils jouaient au clavier.
Les courses peuvent se disputer jusqu'à 40 joueurs (sauf pour la version DEMO, limitée à 12 joueurs) sur une distance de 1 à 1 000 tours ou sur une durée prédéfinie. Le jeu permet l'arrêt aux stands pour faire le plein, changer les pneus, réparer la voiture et même changer de pilote (généralement utilisé pour les courses durant plusieurs heures). La vitesse aux stands est limitée a 80 km/h et des sanctions similaires a celles utilisées dans le sport automobile peuvent être utilisées en cas de non-respect de cette limitation. La position des pilotes sur la grille de départ peut être choisi soit aléatoirement, soit en fonction de leur classement à la course précédente, soit à l'issue d'une période de qualification
Une école de conduite est disponible pour apprendre les bases de la conduite automobile, les épreuves ne sont cependant pas nécessaires pour débloquer des voitures, celles-ci étant déjà toutes disponible depuis le début (tout comme les circuits).

## Voitures
La version S3 offre un panel de 20 véhicules (la VW Scirocco prévue fut mis de côté puis annulée (non officiellement) avec des puissances variés allant de moins de 100 chevaux pour les voitures de séries à plus de 700 pour les monoplaces, en passant par la catégories des GTs.
Bien que la majorité des voitures soient fictives, on peut facilement reconnaître des modèles très connus comme une copie d'Austin Mini ou encore Lotus Seven.
LFS inclut 4 voitures réelles :
- BMW Sauber F1.06
- Formule BMW
- Formule SAE de l'Université McGill
- Raceabout '03 conçue par Helsinki Polytechnic Stadia

La Volkswagen Scirocco a été annoncé pour être ajoutée au contenu S1 après une mise à jour du moteur physique(ne sortira jamais).
L'apparition des mods dans le jeu en 2021 sur la version 0.7A a redonné un souffle au jeu.